# Tipula (Vestiplex) medioflava
Tipula (Vestiplex) medioflava is een tweevleugelige uit de familie langpootmuggen (Tipulidae). De soort komt voor in het Palearctisch gebied.